# The Ark
Pour les articles homonymes, voir Ark.
The Ark est un groupe suédois de glam rock, originaire de Växjö. Il est formé en 1991 et séparé vingt ans plus tard en 2011.

## Biographie
Un premier EP, The Ark voit le jour en 1996. Leari, le bassiste, accompagne The Cardigans à la basse pendant toute leur tournée mondiale en 1998. Cette tournée est un tremplin pour le groupe qui rencontre alors Kent et, en 2000, ces derniers invitent The Ark en première partie de leur tournée en Scandinavie. Ils peuvent ainsi enregistrer leur premier album qui est un succès en Suède et en Italie. Le groupe déclare que leur jeu de scène s'inspire de The Doors, David Bowie, T. Rex, Roxy Music et Kiss.
En 2005, ils font la première partie de The Darkness au Royaume-Uni, en Irlande et en Scandinavie.
Ils représentent la Suède au Concours Eurovision de la chanson 2007 avec le titre The Worrying Kind. Ovationnés par le public, ils sont favoris mais ne terminent qu'à la dix-huitième place (sur 24) du concours. La chanson The worrying kind et l'album réalisent néanmoins de bonnes ventes en Suède.
Le 8 décembre 2010, le groupe annonce sa séparation après la sortie de leur album compilation ; Arkeology et la tournée associée,.

## Membres
- Ola Salo (né Rolf Ola Anders Svensson) - chant, claviers
- Mikael Jepson - guitares
- Martin Axén - guitares
- Leari (Lars Ljungberg) - basse
- Sylvester Schlegel - batterie
- Jens Andersson - claviers

## Discographie

### Albums studio
- 2000 : We Are the Ark
- 2002 : In Lust We Trust
- 2004 : State of the Ark
- 2007 : Prayer for the Weekend
- 2010 : In Full Regalia
- 2011 : Arkeology

### EP
- 1996 : The Ark